# Majo
Pour les articles homonymes, voir Majo (homonymie).

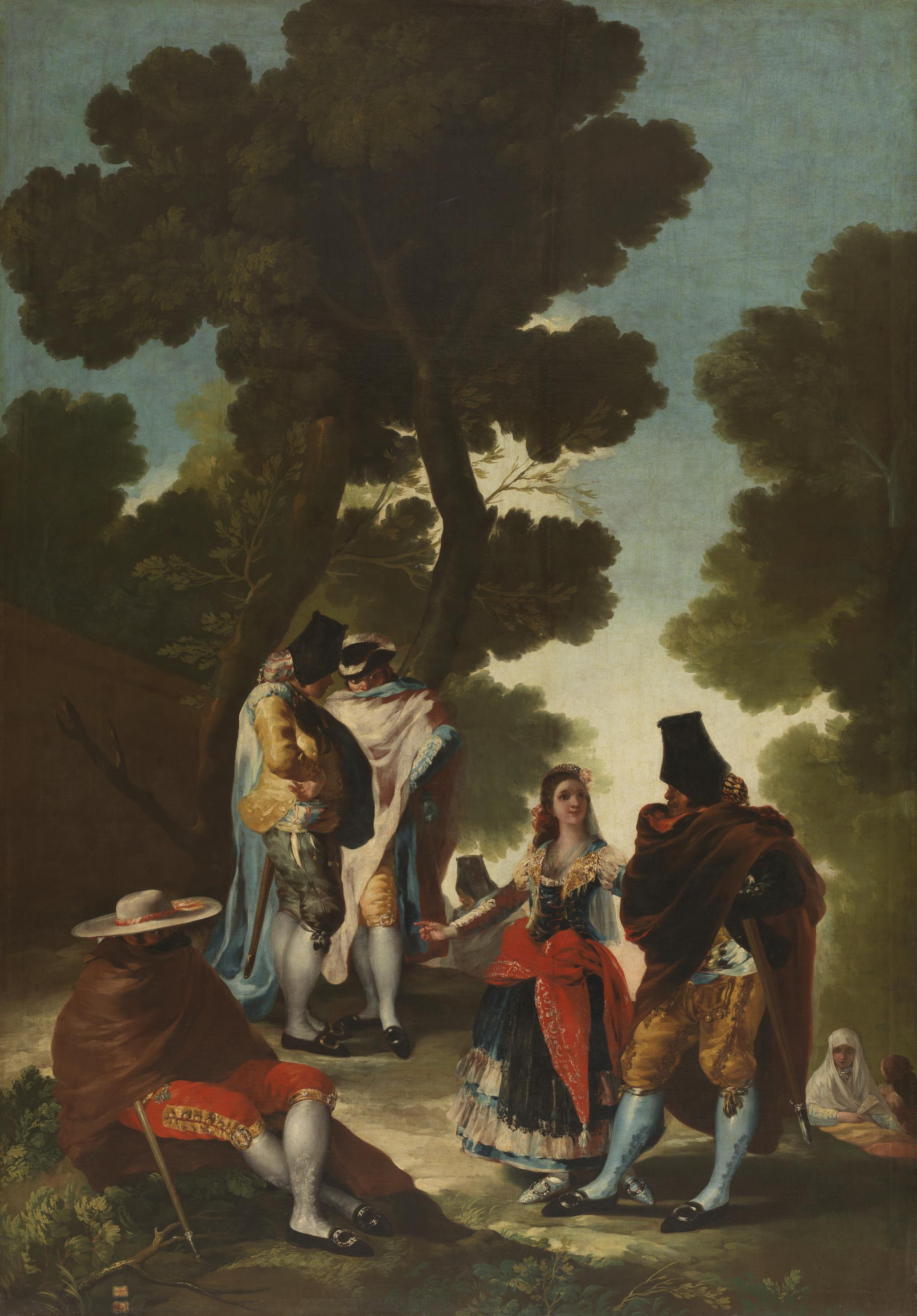
La Maja et les masques, Francisco de Goya.

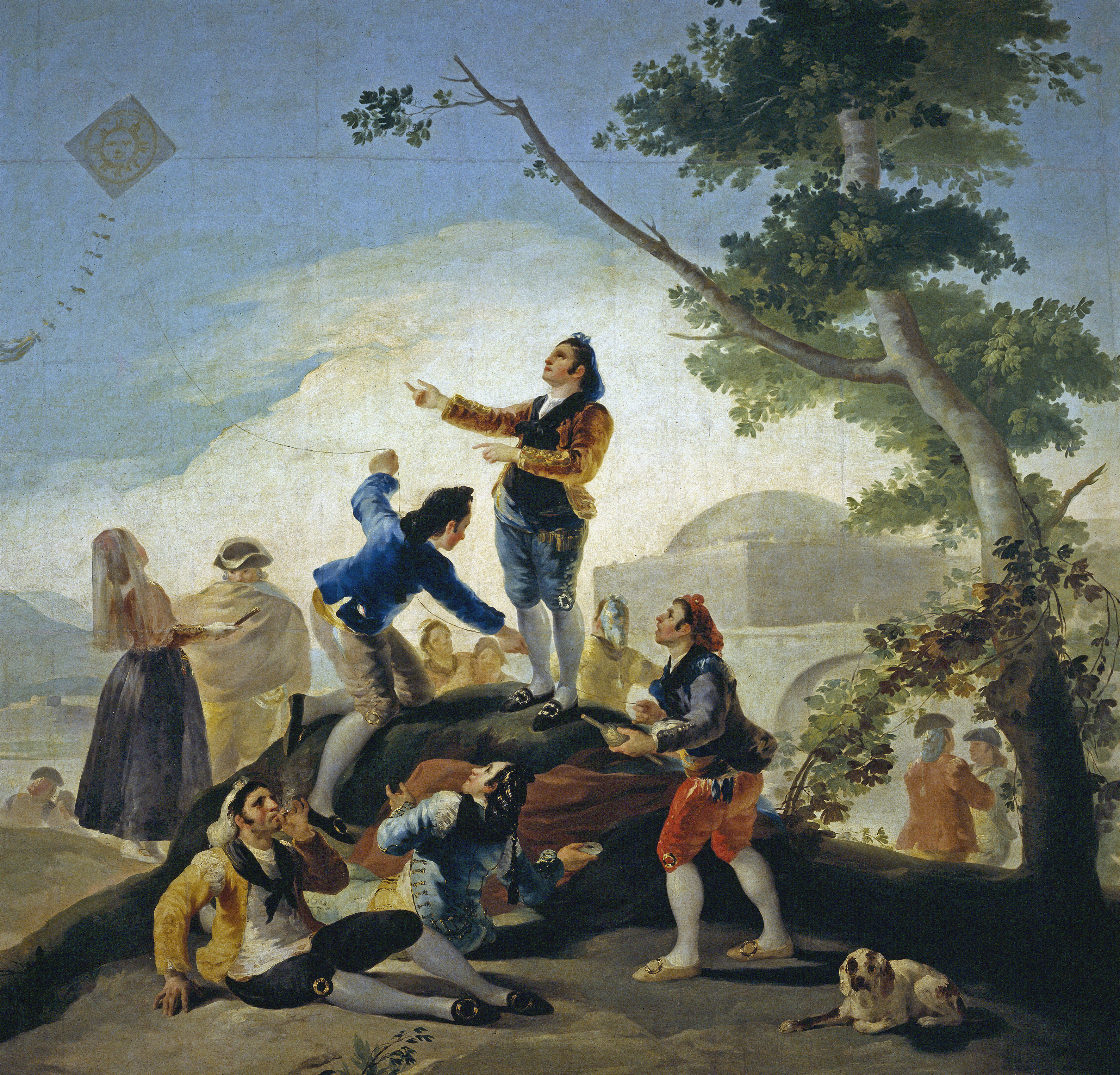
Le Cerf-volant, Francisco de Goya.

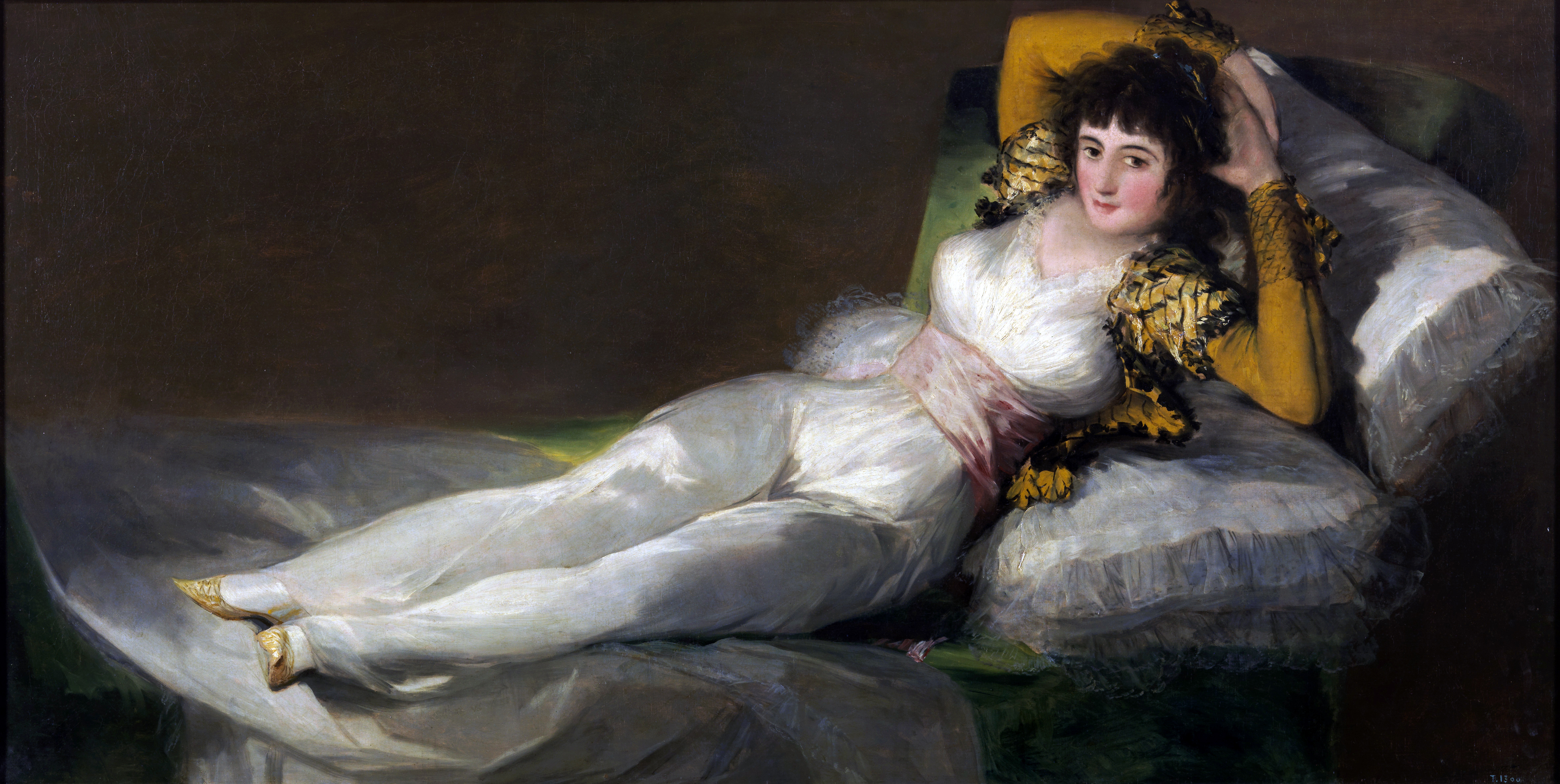
La Maja vestida, Francisco de Goya.

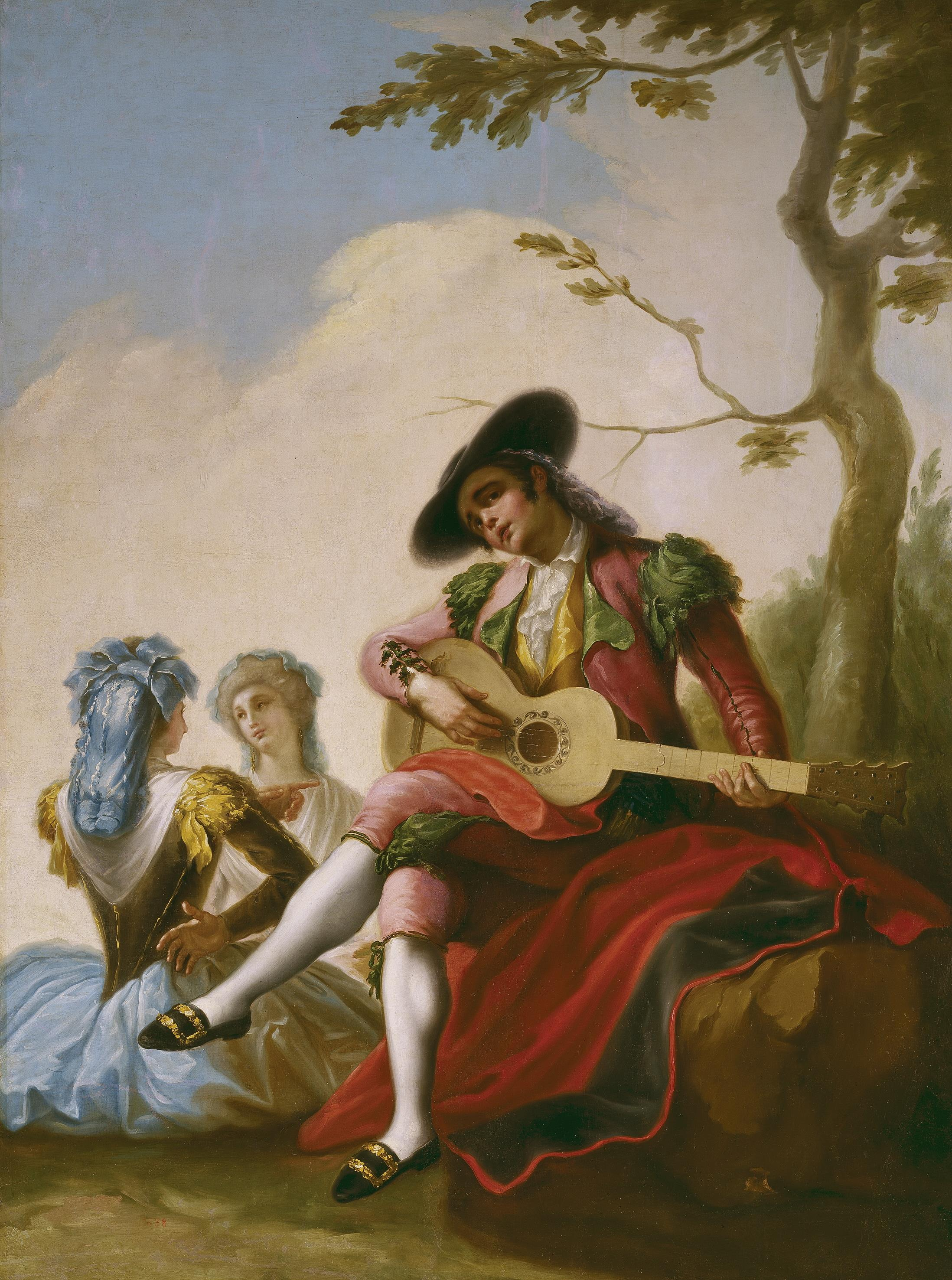
El majo à la guitare, Ramón Bayeu.

Manolo et Majo (féminin : Manola, Maja) sont des dérivations espagnoles du prénom Manuel, attestées dès le XVIIIe siècle dans un célèbre entracte de Ramón de la Cruz (1769). Elles sont utilisées comme synonymes populaires de beau et de fort, traits qui étaient associés aux classes populaires madrilènes,.
Le terme est également utilisé dans l'expression majismo, qui désigne le goût de l'aristocratie pour les coutumes populaires - vêtements, danses, tauromachie – par opposition à la mode française, caricaturée par le terme petimetre (petit maître).

## Manolos et majos de Goya
Francisco de Goya immortalisa dans ses tableaux de scènes populaires une série de Manolas et Majas (La Promenade en Andalousie, Le Cerf-volant) : les célèbres La Maja desnuda et La Maja vestida. L'aristocratie espagnole imitait les vêtements et les poses des Majas. En conséquence, il était normal que Goya peignît des nobles dans ces tenues. De façon plus tragique, on peut également reconnaître des manolos ou majos dans les personnages de sa toile Dos de mayo et dans Tres de Mayo.
Simultanément se développa la tauromachie à pied (par opposition à la tauromachie à cheval réservée à la noblesse) avec un habit « Goyesque », que l'artiste immortalisa dans ses gravures La Tauromaquia et qui évolua au cours du XIXe siècle jusqu'à l'habit de lumière contemporain.
La figure du Manolo est également un protagoniste représentant la foule dans l'histoire espagnole. C'est une figure ambivalente qui peut avoir un rôle positif ou négatif selon qui l'utilise. Elle peut représenter les vices d'une société, ou, selon le point de vue de l'aristocratie, toutes les vertus de l'Espagne. Le point de vue de Goya fait appel à ces deux versants et est plus complexe. Les intellectuels de la fin du XVIIIe siècle critiquèrent le « manolisme » et « l'imitation [par l'aristocratie] des danses libres et indécentes du bas peuple ».

### Majasetmajosde Goya
- La Maja desnuda
- La Maja vestida
- Le Cerf-volant
- Las majas en el balcón
- El Majo de la guitarra
- Maja et Célestine au balcon

## Autres œuvres liées
Le terme fut également utilisé d'après l’œuvre de Goya, c'est notamment le cas de chez Granados (Goyesques - Les Majos amoureux) ou chez Manet (Jeune Homme en costume de majo). Le manolisme se retrouve dans nombre d’œuvres européennes du XIXe siècle ; dans l'imaginaire et les stéréotypes hispaniques, dont l'opéra Carmen (Georges Bizet) est l'un des plus emblématiques représentants. Les peintres de l'« Espagne noire » ont régulièrement repris ces personnages populaires, par exemple Ignacio Zuloaga.